# Селський Врх
Селський Врх (словен. Selski Vrh) — поселення в общині Словенське Коніце, Савинський регіон, Словенія. Висота над рівнем моря: 316,6 м.